# Karim Tizouiar
Karim Tizouiar (en kabyle: Karim Tizuyar), également connu sous son nom artistique Karim ou encore Karim T, né le 2 mars 1963 à Sidi M'hamed (Alger), originaire de Beni Ksila, près de Béjaïa en Kabylie, et mort le 28 mai 2023 à Paris, est un auteur-compositeur-interprète algérien.

## Biographie
Karim Tizouiar est né en 1963 à Sidi M'hamed (à Alger).
Ayant déjà prouvé ses talents musicaux dans de nombreuses fêtes auxquelles il participe dès l’âge de 13 ans, notamment dans son village adoptif de Tala Tazart (commune de Fenaïa Ilmaten), près d'El Kseur, où il grandit, Karim Tizouiar arrive à Paris à l’âge de 21 ans. Désireux de se lancer dans une carrière, il se met à fréquenter les nouvelles étoiles de la chanson kabyle des années 1980, notamment Hamidouche, Mehdi Mezeghrane, Sofiane, Agraw. 
Boudjemâa Semaouni répondant à ses attentes, a découvert en lui un virtuose de la mandole, lui propose d’intégrer le groupe Agraw, créé en 1982, dont il est chanteur avec le musicien Takfarinas, parti peu après. Karim Tizouiar part alors avec le groupe dans une tournée qui le mènera dans plusieurs villes de France durant l’année 1985, et c’est la même année qu’un nouvel album du groupe sort sous le titre Lexmis d Lǧemεa (jeudi et vendredi : week-end en Algérie) ; il y signe deux chansons et en interprète d’autres en duo avec Boudjemâa. En 1986, le groupe Agraw fait un tabac en Kabylie avec l’album Ul-iw yedduqus (mon cœur bat la chamade), titre que porte une chanson dont Karim T serait l’auteur-compositeur comme il le déclarera plus tard, même s’il n’y est pas crédité, ayant déjà quitté le groupe. 
En effet, en 1987, ayant choisi de se lancer dans une carrière solo, il sort Ay Agiṭar (Oh guitare !), album qui le fera connaître d’emblée sous son nom d’artiste actuel et qui connaîtra aussi un très grand succès. Il enchaîne ensuite avec d'autres albums, comme Attan Truḥ (Elle s’est mariée, 1989), Wehdi (Seul, sans elle), dans lesquels les legendaires musiciens Hachemi Bellali et Reski Baroudi ont officié à la basse et la batterie. Ensuite, Susta (La quiétude et la prospérité tant espérées, 2002), Ma nettraju (La longue attente, 2004), entre autres, malgré une absence assez longue entre 1994 et 2002. Il est également connu pour sa chanson Rju-yi, ou Asm'akken llan qqaren medden (Quand mes camarades se souciaient de leurs études, moi je passais mon temps à écrire partout ton nom).
Depuis 2011, Karim Tizouiar souffre d'une maladie contraignante qui l'a éloigné de la scène artistique, et ce n'est qu'en 2018 qu'il est apparu, très affaibli, lors d'un gala organisé en son honneur à El Kseur, ayant drainé des milliers de fans,.
Karim Tizouiar meurt le 28 mai 2023 dans le 15e arrondissement de Paris.

## Discographie

### Singles
- 1990 : Attan a marwella
- 2022 : A tin iɣaben
- 2022 : El courage